# Chris Warren (cestista 1988)
Christopher Tirrell Warren, detto Chris (Orlando, 22 ottobre 1988), è un cestista statunitense.

## Palmarès
- Coppa di Francia: 1

Nanterre 92: 2016-2017
- FIBA Europe Cup: 1

Nanterre 92: 2016-2017
- Türkiye Basketbol Ligi: 1

Çağdaş Bodrumspor: 2022-23